# تولسی گبرد
تولسی گَبِرد یا گابارد (انگلیسی: Tulsi Gabbard، آوایش انگلیسی: /ˈtʌlsi ˈɡæbərd/) سیاستمدار و افسر آمریکایی است که از سال ۲۰۲۵ به عنوان هشتمین اداره‌کننده اطلاعات ملی ایالات متحده آمریکا خدمت می‌کند. وی‌ همچنین افسر و سرهنگ دوم ذخیره نیروی زمینی ایالات متحده آمریکا از سال ۲۰۲۱ است. او از سال ۲۰۱۳ تا ۲۰۲۱ نمایندهٔ حوزه انتخابیه دوم هاوائی از حزب دموکرات ایالات متحده آمریکا در مجلس نمایندگان ایالات متحده آمریکا بود. گبرد پس از ۱۷ سال خدمت نظامی در گارد ملی نیروی زمینی هاوایی از ۲۰۰۳ تا ۲۰۲۰، سرهنگ دوم ذخیره نیروی زمینی ایالات متحده آمریکا است. او همچنین نخستین ساموآیی آمریکایی انتخاب شده به کنگره ایالات متحده آمریکا، و جوانترین زن انتخاب شده به قوه مقننه ایالتی هاوایی است. گبرد در ۱۱ ژانویه ۲۰۱۹ اعلام کرد برای کسب نامزدی حزب دمکرات در رقابت‌های مقدماتی حزب دموکرات در انتخابات ریاست جمهوری ۲۰۲۰ مبارزه خواهد کرد، و به همین علت در انتخابات مجلس نمایندگان شرکت نکرد. او حزب دموکرات (ایالات متحده آمریکا) را در سال ۲۰۲۰ ترک کرد و مستقل شد، و سپس در سال ۲۰۲۴ به حزب جمهوری‌خواه پیوست.
پیش از آن در سال ۲۰۰۳ گبرد به گارد ملی نیروی زمینی هاوایی پیوست و از سال ۲۰۰۴ تا ۲۰۰۵ به عراق اعزام شد، و در پزشکی نظامی خدمت کرد. در سال ۲۰۰۷, گبرد دوره تربیت افسری در آکادمی نظامی آلاباما را به عنوان دانش‌آموخته با افتخار ممتاز تکمیل کرد. او در سال‌های ۲۰۰۸ تا ۲۰۰۹ رهبر دسته پلیس نظامی نیروی زمینی در کویت بود. در ۲۰۱۵ گبرد سرگرد گارد ملی نیروی زمینی هاوایی شد. در سال ۲۰۲۰, او به ذخیره نیروی زمینی ایالات متحده آمریکا منتقل شد و در سال ۲۰۲۱ به رتبه سرهنگ دوم ترفیع یافت.
گبرد در دوره حضور خود در کنگره، به خاطر موضع خود علیه افراط‌گرایی اسلامی و برخی دیدگاه‌های بحث‌برانگیز در خصوص سیاست خارجی در خصوص چین، روسیه، و سوریه شناخته شد. در سال ۲۰۱۵, او دولت اوباما را به عدم اتخاذ موضعی قوی علیه تروریسم اسلامی در خاورمیانه متهم کرد. او از ۲۰۱۳ تا ۲۰۱۶ نایب رئیس کمیته ملی دموکرات (DNC) بود، و برای حمایت از برنی سندرز در انتخابات مقدماتی ریاست جمهوری ۲۰۱۶ حزب دموکرات از آن سمت استعفا داد. در سال ۲۰۱۷، گبرد نسبت به برخی اقدامات نظامی انجام گرفته علیه سوریه ابراز بدگمانی کرد. او در کمپین ریاست‌جمهوری سال ۲۰۲۰ خود، مخالفت گسترده با مداخله‌گرایی نظامی را برجسته کرد، و در عین حال موضع خود برای مقابله با تروریسم را مجدداً تکرار کرد. کمپین ریاست جمهوری او در سطح کشوری ۲۳۳٫۰۷۹ رأی دریافت کرد، ولی در هیچ ایالتی پیروز نشد. او در ۱۹ مارس ۲۰۲۰ رسماً کمپینش را به حالت تعویق درآورد و در مارس ۲۰۲۰ از جو بایدن حمایت کرد.
گبرد از زمان خروج خود از مجلس نمایندگان ایالات متحده آمریکا در ژانویه 2021, مواضع محافظه‌کارانه تری در خصوص مسایلی چون سقط جنین، سیاست خارجی، حقوق ال‌جی‌بی‌تی، و امنیت مرزها اتخاذ کرده است. او به کرات در فاکس نیوز ظاهر شده، و اغلب به عنوان مجری جانشین برنامه تاکر کارلسن تونایت فعالیت کرده است. در اکتبر ۲۰۲۲, با اشاره به تفاوت‌ها در سیاست خارجی و مسایل اجتماعی حزب دموکرات را ترک کرد. گبرد برای نامزدهای متعدد جمهوری‌خواه در انتخابات‌های سال ۲۰۲۲ مبارزه انتخاباتی کرد و از سخنرانان ویژه کنفرانس‌های کنش سیاسی محافظه کار (CPAC) آن سال بود. در اوت ۲۰۲۴، گبرد حین سخنرانی در کنفرانس انجمن گارد ملی از رئیس‌جمهور سابق دونالد ترامپ برای انتخابات ریاست‌جمهوری ۲۰۲۴ ایالات متحده آمریکا حمایت کرد. متعاقباً، او از روسای افتخاری تیم انتقال ریاست جمهوری ۲۰۲۴ ترامپ شد. در نوامبر ۲۰۲۴، دونالد ترامپ او را به عنوان اداره‌کننده اطلاعات ملی در دوره دوم خود برگزید.

## اوایل زندگی
تولسی گبرد در سال ۱۹۸۱ در ایالات متحده آمریکا به دنیا آمد. او چهارمین فرزند خانواده بود. تولسی در سن نوجوانی، پس از تحقیق در ادیان، دین هندویی را به مسیحیت ترجیح داد و هندوییسم را برای خود برگزید.

## فعالیت سیاسی
نماینده مجلس نمایندگان ایالات متحده آمریکا (۲۰۱۳–۲۰۲۱)
در ماه سپتامبر سال ۲۰۱۷، فرانک پالون، تولسی گبرد و دیوید والادو، نمایندگان کنگره آمریکا، به جمهوری آرتساخ، سفر کردند.

## دیدگاه‌های سیاسی

### سوریه
گبرد با برانداختن بشار اسد از قدرت توسط آمریکا مخالف است. او از تلاش آمریکا برای تغییر رژیم سوریه به عنوان یکی از عوامل بروز بحران پناهندگان جنگ داخلی سوریه یاد کرده است. تولسی گبرد در دسامبر ۲۰۱۶ در صفحه توییتر خود نوشت سازمان سیا جنگجویان وابسته به سازمان تروریستی القاعده را به منظور سرنگون کردن حکومت بشار اسد، رئیس‌جمهور سوریه مسلح کرده است. وی اعلام کرد: طی چهار سال، سیا به صورت مستقیم و غیر مستقیم در حال مسلح کردن مخالفان به اصطلاح «میانه‌رو» بود که با القاعده متحد شده بودند تا حکومت سوریه را سرنگون کنند.
او همچنین با انتشار یادداشتی در صفحه توئیتر خود، خواستار توقف حمایت‌های واشینگتن در تداوم کمک مالی به گروه‌های تروریستی در سوریه شد. وی ضمن انتقاد از حمایت‌های واشینگتن از مخالفان دولت سوریه، بر لزوم توقف «کمک مالی به گروه‌های تروریستی» تأکید کرد. او کمک‌های مالی به تروریست‌ها را «دیوانگی» توصیف کرد. او در صفحه توئیتر خود همچنین نوشت: «گزارش اخیر نیویورک تایمز تأیید می‌کند که گروه‌های شورشی مورد حمایت آمریکا، با گروه‌های القاعده و وابسته‌های آن متحد شده و در ائتلاف هستند». او ادامه داد: «وقتی از شورشیان (سوری) خواسته شد به منظور حصول به آتش‌بس از راه مذاکره مسالمت‌آمیز، ائتلافشان با القاعده را تقبیح و محکوم کنند آنها به این خواسته جواب رد دادند». گبرد تصریح کرد: «القاعده و نیروهای وابسته به آن همچنان قوی‌ترین نیروی موجود در صحنه تحولات میدانی هستند که با حمایت عربستان سعودی، ترکیه و آمریکا در تلاش برای ساقط کردن دولت سوریه هستند». وی در پایان با تأکید بر لزوم «پایان یافتن این دیوانگی»، کمک مالی دولت آمریکا به گروه‌های تروریستی را «غیرقانونی» خواند.

### ایران
گبرد در جریان جلسه کمیته اطلاعاتی سنا در مارس ۲۰۲۵ گفت: «جامعه اطلاعاتی همچنان ارزیابی می‌کند که ایران در حال ساخت سلاح هسته‌ای نیست و رهبر عالی، خامنه‌ای، برنامه سلاح‌های هسته‌ای که در سال ۲۰۰۳ به حالت تعلیق درآمده بود را هنوز تأیید نکرده است.» دونالد ترامپ در پاسخ به سوال خبرنگاران درباره اظهارات گبرد گفت: «من به صحبت‌های او اهمیتی نمی‌دهم. فکر می‌کنم ایران خیلی نزدیک به ساخت یکی از اون‌ها (سلاح‌های اتمی) است.»